# Dumagas Transport
Dumagas Transport este o companie de transport din România.
Dumagas Transport face parte din grupul Dumagas, alături de alte companii precum Dumatrucks (concesionar Renault Trucks), Asirex (broker de asigurare), Dumagas LPG (companie specializată în îmbutelierea și distribuția de gaz petrolier lichefiat) și T.I.D. Oltenia (firmă specializată în construcția și întreținerea drumurilor).
Grupul Dumagas este controlat de familia Dugaesescu, cu excepția companiei T.I.D Oltenia unde deține un pachet minoritar de acțiuni.
În anul 2008, compania avea 517 angajați și o flotă proprie de 700 de camioane.
Cifra de afaceri în 2008: 40 milioane euro